# Eria djaratensis
Eria djaratensis är en orkidéart som beskrevs av Rudolf Schlechter. Eria djaratensis ingår i släktet Eria och familjen orkidéer. Inga underarter finns listade i Catalogue of Life.